# Ponte Ferroviária de Almargem
A Ponte Ferroviária de Almargem é uma ponte metálica da Linha do Algarve sobre a Ribeira do Almargem, junto a Tavira, em Portugal.

## História
O projecto para o tabuleiro metálico da ponte foi elaborado em 13 de Fevereiro de 1905, pela firma Cardoso Dargent & C.ª, e aprovado por um diploma do Ministério das Obras Públicas, Comércio e Indústria em 11 de Março desse ano, que determinou que na construção do tabuleiro fossem tomadas em conta as instruções presentes num parecer do Conselho Superior de Obras Públicas e Minas.
A ponte faz parte do troço entre as Estações de Tavira e Vila Real de Santo António, que entrou ao serviço em 14 de Abril de 1906.